# بخش دیو
بخش دیو (به انگلیسی: Diu district) یک منطقهٔ مسکونی در هند است که در دامان و دیو واقع شده‌است. بخش دیو ۴۰ کیلومتر مربع مساحت و ۵۲٬۰۷۴ نفر جمعیت دارد و ۰ متر بالاتر از سطح دریا واقع شده‌است.